# Waitress in a Donut Shop
| Recensione       | Giudizio |
| ---------------- | -------- |
| AllMusic         | [ 1 ]    |
| Robert Christgau | C+       |

Waitress in a Donut Shop è un album discografico della cantante folk rock statunitense Maria Muldaur, pubblicato dalla casa discografica Warner Bros. Records nell'ottobre del 1974.

## Tracce

### LP
Lato A
1. Squeeze Me – 3:21 (Thomas Waller, Clarence Williams)
2. Gringo en Mexico – 3:17 (Wendy Weldman)
3. Cool River – 2:51 (Anna McGarrigle)
4. I'm a Woman – 4:07 (Jerry Leiber, Mike Stoller)
5. Sweetheart – 3:04 (Ken Burgan)

Lato B
1. Honey Babe Blues – 3:01 (Clarence Ashley)
2. If You Haven't Any Hay – 2:43 (Skip James)
3. Oh Papa – 3:16 (David Nitchern)
4. It Ain't the Meat It's the Motion – 2:58 (Henry Glover, Lois Mann)
5. Brickyard Blues – 4:33 (Allen Toussaint)
6. Travelin' Shoes – 2:24 (Tradizionale)

## Formazione
- Maria Muldaur - voce
- Roger Kellaway - pianoforte
- Ray Brown - basso, contrabbasso
- Dr. John - pianoforte, marimba
- David Grisman - mandolino
- Elvin Bishop - chitarra
- Freebo - basso
- James Booker - pianoforte
- Freddie Staehle - batteria
- Doc Watson - chitarra
- John Kahn - basso
- David Lindley - lap steel guitar
- Jim Gordon - batteria
- Dennis Budimir - chitarra
- Mark Jordan - pianoforte
- Red Callender - basso, contrabbasso
- Milt Holland - percussioni
- Tommy Tedesco - chitarra
- Earl Palmer - batteria
- Paul Harris - pianoforte
- Merle Watson - chitarra
- Emil Richards - percussioni
- Greg Prestopino - chitarra, cori
- Spooner Oldham - pianoforte
- John Collins - chitarra
- Paul Humphrey - batteria
- Paul Butterfield - armonica
- Harry Edison - tromba
- Snooky Young - tromba
- Jose Ordas Durante - tromba
- Rosendo Cervantes - tromba
- George Bohanon - trombone
- Abe Most - sax, clarinetto
- Bud Shank - sax alto
- Plas Johnson - sassofono tenore
- Sahib Shihab - sassofono baritono
- Anna McGarrigle, Terry Evans, Linda Ronstadt, Ellen Kearney, Kate McGarrigle, Bobby King - cori

Note aggiuntive
- Joe Boyd e Lenny Waronker - produttori
- Greg Prestopino - assistente alla produzione (eccetto nel brano: Cool River)
- Judy Maizel - coordinamento produzione
- Registrazione, mixaggio e mastering, effettuato al Warner Bros. Studios di North Hollywood, California (Stati Uniti)
- Lee Herschberg e Donn Landee - ingegneri delle registrazioni
- Greg Prestopino - arrangiamento parti vocali
- Annie Leibovitz - fotografia copertina album originale e fotografie interno copertina album originale
- Ginny Winn, Doug Metzler e Michael Dobo - fotografie interno copertina album originale
- Mike Salisbury - design album

## Classifica
Album
| Anno | Classifica    | Posizione raggiunta |
| ---- | ------------- | ------------------- |
| 1975 | Billboard 200 | 23                  |

Singoli
| Anno | Titolo del brano | Classifica         | Posizione raggiunta |
| ---- | ---------------- | ------------------ | ------------------- |
| 1975 | I'm a Woman      | Billboard Hot 100  | 12                  |
| 1975 | I'm a Woman      | Adult Contemporary | 4                   |
| 1975 | Gringo en Mexico | Adult Contemporary | 42                  |